# 阿貝托·科斯塔

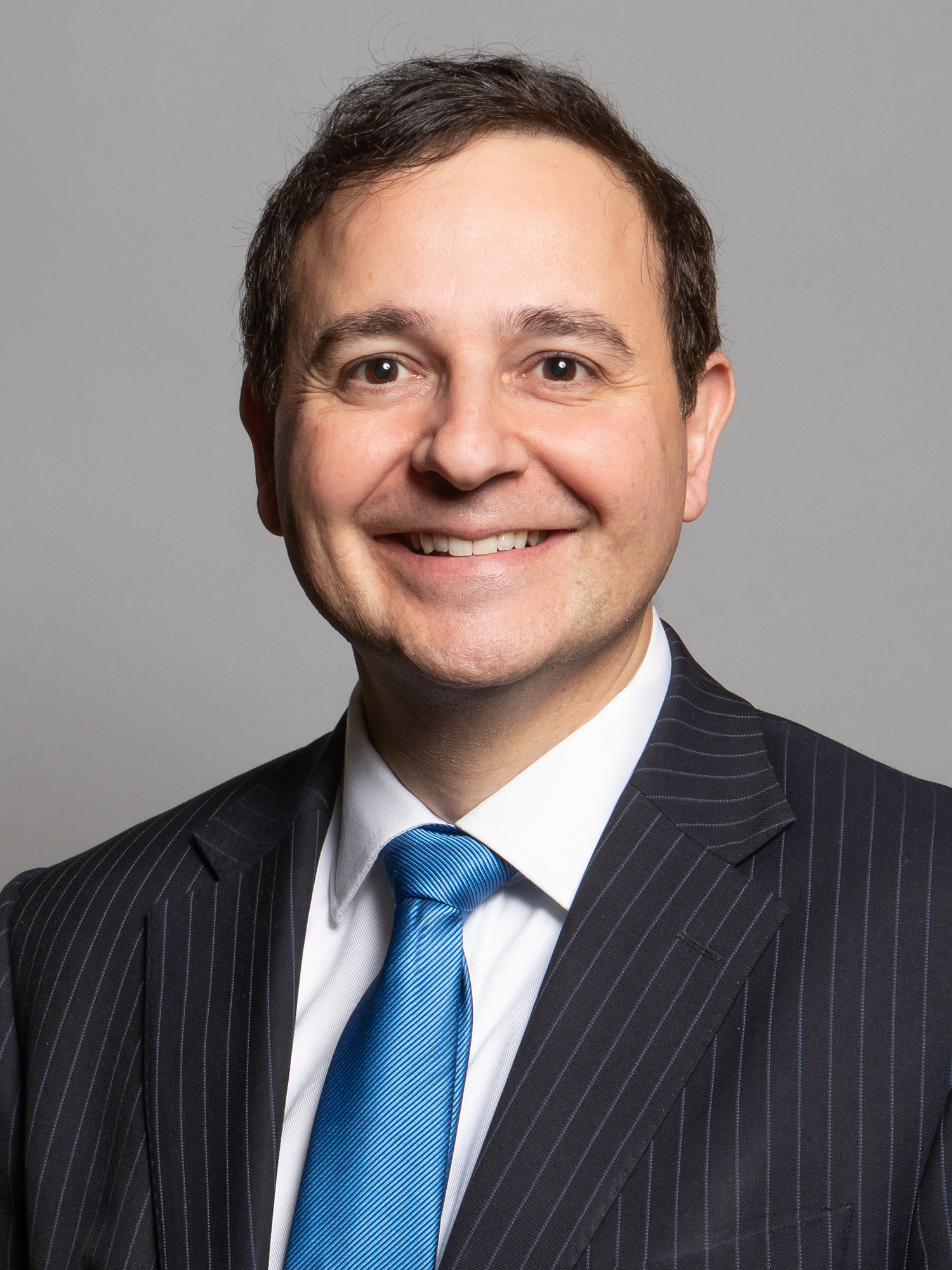

阿貝托·科斯塔（1971年11月13日—）是一位英格蘭政治人物，他的黨籍是保守黨。自2015年開始，他擔任南萊斯特郡選區選出的英國下議院議員。2010年他曾在安格斯選區競選但未當選。在踏入政壇之前他是一位律師。